# Hygromia limbata
Hygromia limbata is een slakkensoort uit de familie van de Hygromiidae. De wetenschappelijke naam van de soort is voor het eerst geldig gepubliceerd in 1805 door Draparnaud.